# Индерка
Индерка (Усманка) — татарское село Coсновоборского района Пензенской области в 4 км к югу от районного центра — пос. Сосновоборскa.
Расположено в надпойменной террасе левого берега р. Суры.
Крупнейшее село Coсновоборского района по численности после Сосновоборскa. По переписи за январь 2007 г. зафиксирован 4261 житель. Ближайшая железнодорожная станция Сюзюм между Пензой и Сызранью. В селе водопровод (не везде), асфальтированные дороги и тротуары в центре, Дом быта, 15 магазинов, средняя и музыкальная школы, участковая больница на 10 коек, почта, дом культуры, 2 библиотеки, 5 мечетей, одна из которых — медресе, дом престарелых на 22 места.
Возможный гидроним по ручью Ендерка (левый приток р. Суры) протекающему по территории села.
В 2007 году Индерка признана центром татарской национальной культуры Coсновоборского района.

## Топонимика
Местные названия села — Усманка, Труевская Поляна — по личному имени татарина и названию местности при р. Труев. Считается, что в основе топонима — татарское слово ендыр «гумно», однако более удовлетворительна этимология от чувашского мужского имени Индер, как наследие булгаро-буртасского прошлого края.

## История
Из Энциклопедии Брокгауза Ф. А. и Ефрона И. А. (1890—1916 гг.) следует:
Индерка (Усманка, Труевская поляна) — деревня Саратовской губернии, Кузнецкого уезда, при реке Суре. Дворов 429. Около 3 тыс. жителей (татар), занимающихся сплавом леса. 5 мечетей, школа, 5 лавок, шерстомойня. Еженедельные базары.
Основано в начале XVIII века служилыми татарами, переведенных в начале 1720-х годов на лашманную повинность (заготовку корабельных лесов).
По преданию, селение основано 400 лет назад татарским мурзой Сафаром Акчуриным; у Сафара был сын Давут, внук Ибрагим, правнук Шамсутдин (1791—1896), от Шамсутдина сын Мустафа (род. в 1851), от Мустафы сын Мухаммеджан (род. в 1890). Сафар мурза Кальмашев сын Акчурин показан в списке темниковских мурз в 1686 г. Село входило в состав Сюзюмской волости Кузнецкого уезда Саратовской губернии.
В 1745 г. насчитывалось 345 душ лашманов — заготовителей и сплавщиков корабельного леса.
Население занималось лесными промыслами, в том числе сплавом плотов по Суре и Волге, торговлей. В 1867 г. в селе было 9 купцов. В конце XIX века осталось лишь двое купцов Баишевых.
В 1877 г. здесь было: 378 дворов, 5 мечетей, 4 лавки, шерстомойка, базар. В селе было 4 крестьянские общины: «безземельные», «малодачники», «большедачники» и «государственные душевые татары».
В 1886 г. из 471 хозяйства большинство составляли «государственные душевые» — 348 хозяйств. Более всего были обеспечены земельными наделами «большедачники» — 5,8 десятины на ревизскую душу, у других было по 1—2 десятины. 117 мужчин были грамотными. В селе насчитывалось 354 рабочих лошади, 315 коров, 518 овец, 137 коз. 3 трактира, 7 лавок. 447 семей занимались промыслами.
В 1911 г. — 666 дворов, 7 мечетей, при них 4 татарские школы, базар.
В 1929 г. было создано товарищество по совместной обработке земли, председатель Абдулла Вагапов. Через год после роспуска ТОЗа в колхоз вступило 150 дворов.
Первые руководители: И. А. Ернеев, А. Г. Хайров, И. Д. Резяпов с 1932 г. по 1938 г. и с 1942г по 1961 г. по Техникой колхоз не располагал. В 1934 г. построен клуб на 260 мест, в 1935 г. куплена первая грузовая машина.
Начиная с 1961 г., произошла специализация в растениеводстве и животноводстве. Хозяйство специализировалось также на производстве продукции звероводства. Первая в Пензенской области звероферма была здесь создана в 1970 г. Она ежегодно производила 30—40 тыс. штук меха норки, снабжала племенным молодняком кооперативные зверофермы. Построены внутрихозяйственные дороги с твердым покрытием, действует оросительная сеть на 400 га.
С 1961 г. хозяйством руководил Х. Д. Забиров. Большой вклад в развитие колхоз внесли заслуженный агроном РСФСР М. Б. Бакаев, главный инженер Х. Г. Муратов, заведующий машинно-тракторной мастерской А. А. Куликов, заведующий молочнотоварной фермой И. М. Хусаинов, механизаторы И. И. Каримов, К. С. Бояров, К. М. Акчурин, А. А. Шаипов, С. А. Миронов, Р. Т. Еникеев, Г. И. Тюрников, Г. Т. Козырев, И. М. Еникеев, Т. Ю. Абдуллин, животноводы Герой Социалистического Труда Х. М. Мязитова, З. Х. Ернеева, Р. И. Читаева, С. И. Измайлова, И. А. Ахмеров, К. Х. Кафтаев и др. («ПЭ», с. 247—248).
В конце 1990-х гг. колхоз был преобразован в СПК «Искра». Уровень рентабельности сельского хозяйства в 1993 г. составил 68 %.

## Территория
Территория Индерки состоит из восьми небольших микрорайонов: — Урталэк (центр); Морза Очо (северо-восток); Карга Очо; Сор Очо (север); Зәлькаевка (юго-запад); Саз (северо-запад); Сөзөм Очо (юг); Зәрәтләр Очо (юго-восток).

## Население
Этническая группа здешних татар — мишари.
| 1748  | 1795  | 1864  | 1877  | 1886  | 1897  | 1911  |
| ----- | ----- | ----- | ----- | ----- | ----- | ----- |
| 690   | ↗1390 | ↗1988 | ↗2379 | ↗2625 | ↗3061 | ↗3958 |
| 1926  | 1930  | 1939  | 1959  | 1979  | 1989  | 1996  |
| ↘3644 | ↗4117 | ↘3688 | ↘3539 | ↗3952 | ↗4085 | ↗4263 |
| 2002  | 2010  | 2021  |       |       |       |       |
| ↘4085 | ↘4003 | ↘3607 |       |       |       |       |

## Памятники
В селе Индерка установлен мемориал в честь односельчан, погибших в годы Великой Отечественной войны. К числу памятников архитектуры относятся кирпичная мечеть конца XIX века, являющаяся действующим культовым сооружением, и двухэтажный дом купеческой семьи Баишевых, построенный во второй половине XIX века и частично сохранившийся до наших дней в полуразрушенном состоянии.

## Религия
Основной религией в селе является ислам. В Индерке действуют пять мечетей, в том числе историческая кирпичная мечеть конца XIX века, признанная памятником архитектуры. Зарегистрированы несколько мусульманских религиозных организаций, входящих в структуру Духовного управления мусульман Пензенской области. В селе также действует медресе и мусульманский культурный центр.